# Palais Pálffy
Pour les articles homonymes, voir Pálffy.

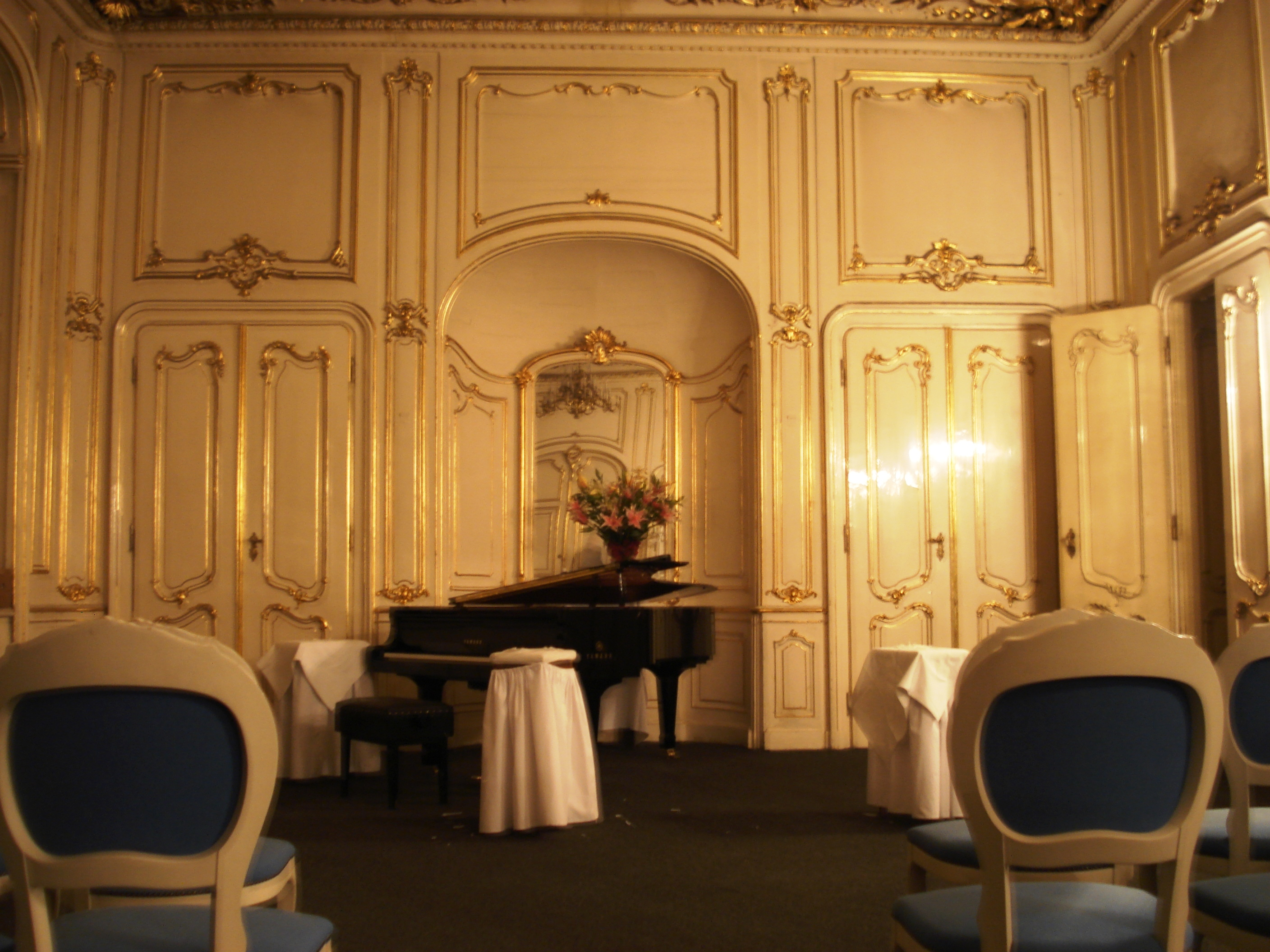
Salle de concert du palais Palffý.

Le palais Pálffy est une ancienne résidence nobiliaire de Malá Strana à Prague. Il abrite le Conservatoire de Prague.
Il nait, entre 1714 et 1716, de la jonction de deux demeures existantes sur le projet de František Maxmilian Kaňka sur commande du comte Jean-Joseph de Valdštejn qui les avait acquises en 1709. Le palais est, par la suite, passé aux Fürstenberg puis, en 1881, la famille comtale d'origine hongroise, les Pálffy d'Erdöd, l'ont acquis pour lui donner son nom actuel. Il sert aujourd'hui de siège au conservatoire national de musique.